# Bundesautobahn Mainspitz-Dreieck
Le Mainspitz-Dreieck en français : « triangle Mainspitz » est un échangeur autoroutier dans la Région Rhin-Main et un nœud routier très frequanté à Hesse. Il est la jonction de l'A 60 avec l'A 671 située au sud-est de Ginsheim-Gustavsburg sur le territoire de la commune de Bischofsheim. Donc, Mainspitz-Dreieck fait partie de l'Autoroute périphérique de Mayence. Son nom vient de la confluence du Main et du Rhin située à côté, un paysage nommé Mainspitze.

## Construction
Le Mainspitz-Dreieck était en construction dans les années 2000 en même temps que le Weisenauer Brücke. Venant du pont Weisenau, le nombre de voies passe de trois à cinq. Les deux nouvelles voies de droite desservent exclusivement la bretelle Ginsheim-Gustavsburg et le triangle de Mainspitz. La répartition du flux de trafic est nécessaire car les piliers du pont des anciennes structures de pont du L 3040 et du triangle de Mainspitz se situent entre les chaussées et ainsi une jonction ultérieure n’est plus possible. Là où se trouvait autrefois la jonction entre l'A 60 et l'A 671 est maintenant l'entrée des usagers venant de Mainz-Gustavsburg. 
En ajustant les deux voies, le rayon du virage de la A 671 a été tellement réduit que vous ne pouvez plus conduire à 100 km/h.